# Latina (město)
Latina je italské město v oblasti Lazio, hlavní město stejnojmenné provincie, ležící 62 km jižně od Říma. Město bylo založeno 30. června 1932 na místě vysušených Pontinských bažin a stalo se centrem obilnářské oblasti. Bylo pojmenováno Littoria podle liktorských prutů, symbolu fašistické strany, od roku 1946 nese současné jméno. Architektura Latiny se nese v duchu racionalismu. V letech 1963 až 1987 fungovala nedaleko Latiny jaderná elektrárna.
Ve městě sídlí fotbalový klub Unione Sportiva Latina Calcio, účastník druhé nejvyšší italské soutěže.

## Vývoj počtu obyvatel
Počet obyvatel

## Osobnosti města
- Antonio Pennacchi (* 1950), spisovatel
- Francesca Dellera (* 1965), herečka
- Tiziano Ferro (* 1980), zpěvák

## Partnerská města
- Palos de la Frontera, Španělsko
- Farroupilha, Brazílie
- Birkenhead, Anglie